# Julie Taton
Julie Taton, belgijski model, * 6. februar 1984.
Leta 2003 je postala Miss Belgije.